# Ґрабовець (Седлецький повіт)
Ґрабовець (пол. Grabowiec) — село в Польщі, у гміні Папротня Седлецького повіту Мазовецького воєводства.
Населення — 101 особа (2011).
У 1975—1998 роках село належало до Седлецького воєводства.

## Демографія
Демографічна структура станом на 31 березня 2011 року:
|          | Загалом | Допрацездатний вік | Працездатний вік | Постпрацездатний вік |
| -------- | ------- | ------------------ | ---------------- | -------------------- |
| Чоловіки | 56      | 16                 | 30               | 10                   |
| Жінки    | 45      | 10                 | 24               | 11                   |
| Разом    | 101     | 26                 | 54               | 21                   |